# Les Noces barbares
Les Noces barbares é um filme de drama belga de 1987 dirigido e escrito por Marion Hänsel. Foi selecionado como representante da Bélgica à edição do Oscar 1988, organizada pela Academia de Artes e Ciências Cinematográficas.

## Elenco
- Marianne Basler - Nicole
- Thierry Frémont
- Yves Cotton
- Marie-Ange Dutheil - srta. Rakoff
- André Penvern - Micho
- Frédéric Saurel - Tatar
- Claudine Delvaux - sra. Blanchard
- Jacky Pratoussy - sr. Blanchard